# Chris Akinyemi
Christopher Akinyemi, más conocido por su nombre artístico Chris Akinyemi (a veces abreviado como ChrisA ) es un músico nigeriano-estadounidense. Lanzó su primer sencillo "Radio", que apareció en los principales medios musicales como MTVU, BET y otros medios de comunicación importantes.
El 1 de enero de 2011 Chris Akinyemi lanzó su segundo sencillo  Teenage Love.  El 17 de enero de 2011, su vídeo musical "Radio" se estrenó en mtvU y apareció en "The Freshmen" de MTVU y su vídeo musical se añadió a MTV y VH1. El 24 de enero de 2011, Chris Akinyemi fue entrevistado en "The Hot Seat" de mtvU. 